# Micromia fletcheri
Micromia fletcheri är en fjärilsart som beskrevs av Holloway 1977. Micromia fletcheri ingår i släktet Micromia och familjen mätare. Inga underarter finns listade i Catalogue of Life.